# De Blauwbloezen

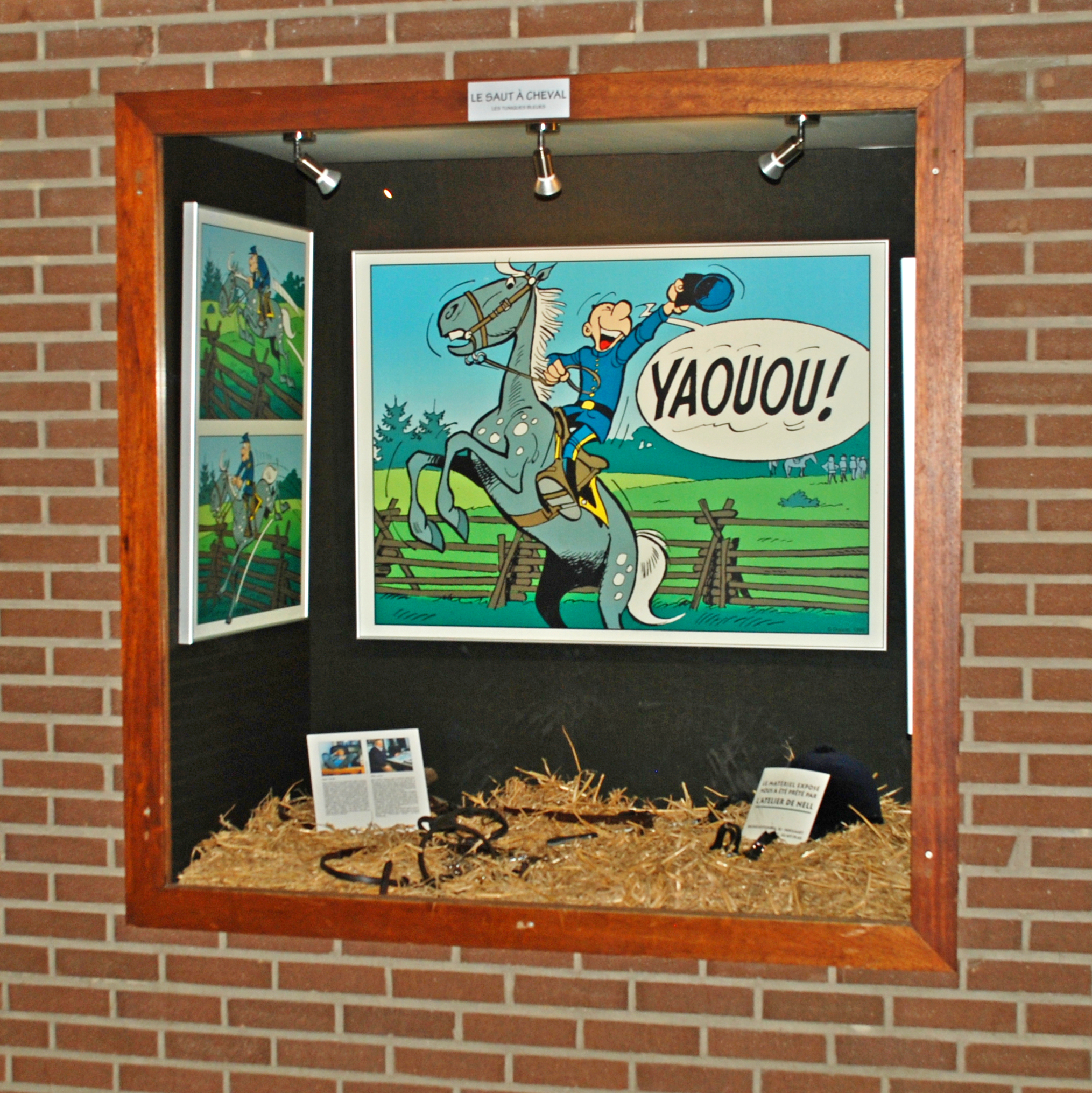
Korporaal Blutch.

De Blauwbloezen (Frans: Les Tuniques Bleues) is een Belgische stripreeks van de tekenaar Louis Salvérius en scenarist Raoul Cauvin. Na het overlijden van Salvérius (tijdens het maken van album nummer 4) werd Willy Lambil de tekenaar.

## Inhoud
De hoofdpersonages zijn korporaal Blutch en sergeant Cornelius Chesterfield, twee cavaleristen van de Noordelijken, die tijdens de Amerikaanse Burgeroorlog allerlei avonturen beleven. De achtergrond waartegen de verhalen zich afspelen is meestal historisch correct, maar toch zit er ook veel humor in de reeks. Wel komt het vaak voor dat fictieve gebeurtenissen plaatsvinden, maar altijd tegen een historisch juiste achtergrond. Blutch en Chesterfield zijn vanaf album 1 gelegerd in Fort Bow, maar nadat ze enkele dingen fout hebben gedaan in Kolonel Appeltowns ogen, worden ze verplaatst naar het front. Daar komen ze in het 22e cavalerie terecht en staan onder bevel van kapitein Stark. Na een aantal veldslagen overleefd te hebben worden ze ook gebruikt voor speciale opdrachten, die ze meestal verknallen, maar soms toch tot een goed einde brengen.
Andere personages die het tweetal aanvullen zijn de compleet gestoorde Kapitein Stark, de mopperende generale-staf met aan het hoofd de trotse generaal Alexander. Historische figuren komen ook veelvuldig voor in de albumreeks, zoals Generaal Grant en President Abraham Lincoln, confederale generaal Robert E. Lee en oorlogsfotograaf Mathew Brady. In de vele fictieve verhalen worden Blutch en Chesterfield op een speciale missie gestuurd, waardoor ze overal terechtkomen, zoals in Mexico, Canada. De missies lopen uiteen van het repareren en bewaken van een trein die ontspoord is tot het spioneren in een geheime onderzeeër (zie The David). Toch zijn vele albums gebaseerd op echte gebeurtenissen, gemixt met een sausje humor. Zo komen er serieuze behandelingen voorbij over Chinese immigranten, de behandeling van zwarte soldaten, onderzeeërs te Charleston en over Generaal Lees paard Traveller. Chesterfield gaat in een van de albums undercover als een van de leden van William Quantrill en zijn mannen Jesse en Frank James. In een ander album hebben ze te maken met een racistische officier genaamd Kapitein Nepel, gebaseerd op de Franse rechtse politicus Jean-Marie Le Pen.

## Personages
- Sergeant Cornelius Chesterfield is het prototype van de geharde soldaat. Hij ziet het leger als een doorlopende bevorderingskans en waakt erover dat zijn metgezel Blutch niet deserteert. Hij is verliefd op de dochter van kolonel Appeltown. Opvallend genoeg is hij juist degene die het tweetal in de problemen brengt, door ieder bevel na te leven, hoe krankzinnig dat bevel ook is, door zijn eigen hoogmoed en eergevoel, en regelmatig ook door jaloezie. Door zijn rotsvaste vertrouwen in zijn meerderen is hij regelmatig blind voor de waarheid, zelfs als hij er rechtstreeks mee wordt geconfronteerd.  Als de plannen hem écht niet aanstaan is er echter totáál geen land meer met hem te bezeilen en gedraagt hij zich als een kleuter, tot zware irritatie van Blutch.
- Korporaal Blutch zit tegen wil en dank in het leger. Wanneer hij een kans ziet, probeert hij te deserteren, daarin steeds tegengewerkt door Chesterfield. Hoewel ze veel ruzie maken, zijn ze erg gehecht aan elkaar. Blutch heeft een bijzondere band met zijn paard Arabesk, dat hij heeft geleerd 'dood' te vallen wanneer er "Aanvallen!" wordt geroepen. Hij is allergisch voor gezag en autoriteit. Blutch heeft daarentegen zo'n sterk ontwikkeld rechtvaardigheidsgevoel dat zelfs de hogere officieren daar respect voor hebben en soms zelfs bang voor hem zijn. Tijdens zijn driftbuien, die meestal op moreel vlak ook echt terecht zijn, gaat hij om het even wie te lijf, zelfs generaal Grant. Verder heeft hij een goed ontwikkeld verstand, waardoor hij regelmatig vuile plannetjes van hogerhand doorziet. Hij heeft een scherp strategisch inzicht, en kan hij goed met artillerie overweg (in het album "de onderduikers" neemt hij het commando van een stel vrijwilligers op zich om een zuidelijke overmacht op een afstand te houden).
- Kapitein Ambrose Stark is de bevelhebber van het 22ste cavalerieregiment van het Amerikaanse leger. Hij heeft een diepe minachting voor infanteristen en is een toegewijd soldaat die elk bevel zonder meer opvolgt. Stark trekt naar het slagveld met zijn beruchte kreet "Aaaanvallleuuuu..." en trekt zo goed als nooit terug, zelfs niet wanneer hij gewond raakt. Dit gedrag kreeg hij toen hij voor het eerst zwaargewond werd, hij kreeg bij dit ongeluk een granaatscherf in z'n hoofd die er niet meer uit kon (dit tastte zijn hersenen aan, vanwaar zijn gedrag). Hij verliest zoveel manschappen dat veel nieuwe rekruten overplaatsing naar zijn regiment kost wat het kost proberen te voorkomen.
- Generaal Alexander is de bevelhebber van de legereenheid waarvan Blutch en Chesterfield deel uitmaken. Hij stuurt hen op de moeilijkste missies, maar beklaagt zich dat meestal achteraf, als alles in het honderd is gelopen. In het album Duel in het Kanaal blijkt hij echter toch een goede vriend te zijn van het duo. Hij helpt de twee hier te ontsnappen van het vuurpeloton.
- Generaal Grant is de opperbevelhebber en hoofdcommandant van het Amerikaanse leger tijdens de Amerikaanse Burgeroorlog. Hij heeft een zwak voor alcohol, maar laat later de fles staan met hulp van Blutch en Chesterfield.
- Kolonel Appeltown (eerst Appletown) is de directe gezaghebber van Fort Bow, een fort in de woestijn ver van het front. Hij heeft een enorme hekel aan Chesterfield omwille van diens lompheid, onbekwaamheid en talent om alles in het honderd te doen lopen, en aan Blutch omwille van diens opvliegend karakter.
- Mathilde Appeltown (in Baby Blue heet ze Amelia) is de mooie dochter van kolonel Appeltown. Sergeant Chesterfield heeft een boontje voor haar. Ze kan zowel Chesterfield als Blutch makkelijk om haar vinger winden. Mathilde houdt van kinderen en dappere soldaten.
- Luitenant George Appeltown is de zoon van kolonel Appeltown. Hij is pas afgestudeerd aan West Point. Het slagveld bleek niets voor hem te zijn en momenteel is hij dan ook de adjudant van generaal Grant. Na de oorlog wil hij in de politiek gaan.
- Kapitein Stephen Stilman zit in de generale staf van generaal Alexander. Tijdens bijeenkomsten van de staf zit hij meestal in zijn schommelstoel, slurpend van een drankje. Stilman heeft, net als Blutch, regelmatig de ironie van een order/situatie in de smiezen. In tegenstelling tot Blutch wordt er wél naar Stilman geluisterd. Soms weet Stilman generaal Alexander te overtuigen van zijn aanvalsplannen. Zijn zus Abigail is getrouwd met luitenant Appeltown.
- Kakkerlak is een lid van de Zuidelijke Unie, Chesterfield en Blutch hebben de irritante gewoonte hem tegen te komen wanneer ze zich in zuidelijk gebied bevinden, hetzij voor een missie of omdat ze weer in de problemen zitten. Zijn eerste optreden is in de strip De nor in Robertsonville waar hij bewaker is van de gevangenis waar Blutch en Chesterfield opgesloten zitten. Kakkerlak loopt heel wat lichamelijk leed op en later ontsnappen de twee, sindsdien draait hij door telkens als hij ze ziet.

## Geschiedenis
Tekenaar Louis Salvérius en scenarist Raoul Cauvin ontmoetten elkaar bij het stripblad Spirou, beter bekend als Le Journal de Spirou. In 1968 begonnen ze aan een 29 pagina's tellende serie, over een aantal rekruten in het Amerika van de 19e eeuw. Toen was het nog onbekend hoe de serie zou gaan heten. Vanaf het begin van de jaren zeventig kwamen de eerste albums van de Blauwbloezen op de markt. Alle voorgaande verhalen werden in album vijf en zes verwerkt. Halverwege album vijf nam Willy Lambil het tekenwerk over van Louis Salvérius die pas was overleden.
De Franse, Belgische en Nederlandse albums worden gepubliceerd door Dupuis, de albums staan steevast in de stripalbum-top-tien bij elke nieuwe uitgave, met alleen al ca. 350.000 drukken bij het uitkomen van album 50 in 2006, in de Benelux en Frankrijk.
In 2019 stopte Cauvin als scenarist. Hierdoor had tekenaar Lambil een tijd geen zin meer om dat laatste album af te werken. Gezien er hierdoor geen nieuw album leek te verschijnen in 2020, vroeg Dupuis aan het duo BeKa en José Luis Munuera om een nieuw album te maken. Intussen hervatte Lambil terug het tekenwerk, maar te laat om voor Munuera klaar te zijn. Dupuis paste daarop de nummering aan, waardoor het 65ste album (Munuera, BeKa) verscheen voor het 64ste album (Lambil, Cauvin). Intussen overleed Cauvin, waardoor zijn laatste album postuum verscheen. Nadien bleef Lambil de vaste tekenaar van de reeks. Voor het 66ste album koos hij een scenario van Kris. Of dat een blijvende keuze is, hangt ervanaf of Lambil daarna met hem blijft doorgaan.

## Albums
Er bestaan ook een aantal speciale uitgaven: nr. 37 bis (making of), nr. 47 bis (making of), een luxe uitgave van nr. 40 (uitgeverij Khani), een luxe uitgave van nr. 50 (uitgeverij Khani) en een album genaamd "Flash Back", een boekje bedoeld voor de pers. Verder is bij een van de albums een gratis waaier weggegeven, waar 56 vragen en antwoorden over de albums op staan.
In oktober 2014 bracht Het Laatste Nieuws 30 albums uit als bijlagen bij de krant. Deze albums waren al uitgegeven, maar werden voor de gelegenheid hernummerd.

## Standbeeld
In 2018 kregen De Blauwbloezen in het geboortedorp van tekenaar Lambil, het Belgische Tamines, een standbeeld.